# Faience (aardewerk)

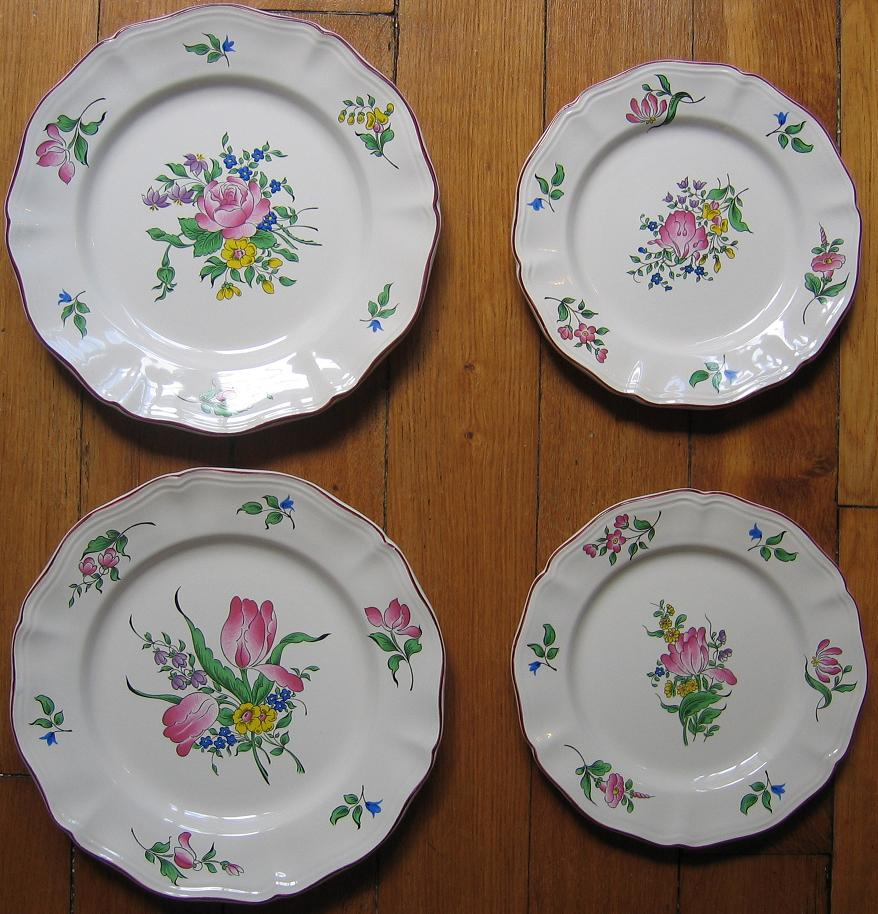
Faience van Lunéville

Faience is een type aardewerk dat na eenmaal in de oven gebakken te zijn bedekt wordt met een ondoorzichtige laag witte tinglazuur (vroeger ook wel 'wit' genoemd). Na eventuele beschildering door een plateelschilder met "onderglazuurverf" wordt het voorwerp vervolgens bedekt met een doorzichtige laag glazuur met lood- en tinoxiden. Daarna wordt het voorwerp nog een keer in de oven gebakken. De schildering versmelt tijdens het bakken met de glazuurlaag en wordt er zo ingebrand.
Met dit procedé probeerden de plateelbakkers om het aardewerk op Chinees porselein te laten lijken. Het glazuur werd voor het eerst in de 9e eeuw in Bagdad ontwikkeld en werd via Spanje en Italië in de rest van Europa geïntroduceerd. Bij twijfel of een stuk keramiek van porselein is of van faience, kan men kijken of er een scherfje af is. Is het keramiek van binnen bruin of beige, dan is het faience. De scherf van porselein is altijd wit.

## Benamingen
Het woord faience is afgeleid van Faenza, een stad in Italië waarvan de pottenbakkerijen in het midden van de 15e eeuw internationaal vermaard waren. Al in de veertiende eeuw werd in Faenza majolica gemaakt met veelal gekleurde verf op een witte achtergrond. In Italië, Scandinavië en Spanje wordt dit type aardewerk dan ook nog steeds majolica genoemd, in Nederland is deze benaming in principe gereserveerd voor het meer eenvoudigere oorspronkelijke majolica (hoewel ook hier de termen vaak doorelkaar gebruikt worden). Ook spreekt men wel van plateel.
Voorbeelden zijn het Delfts blauw, ook Delftse faience genoemd, het Harlinger aardewerk of Makkums. In Engeland wordt hetzelfde type English Delftware genoemd.

## Belangrijke centra
In het Franse plaatsje Sarreguemines en later ook in Digoin werd vanaf de tweede helft van de 19e eeuw tot 2007 faience geproduceerd. De fabrieken produceerden serviesgoed, fantasieobjecten, bouwkundig aardewerk (tegels en fresco's) en keramische kunst. De producten genieten wereldfaam en zijn overal in wereldsteden terug te vinden in en bij monumentale gebouwen. Veel objecten werden bedekt met een gekleurde basisglazuur. Dit wordt met name in de Engelstalige wereld ook wel "majolica" genoemd, het is echter een geheel ander product dan de oorspronkelijke grove majolica. In het Nederlands spreekt men ter onderscheiding daarom ook wel van "maiolica" (met een i).

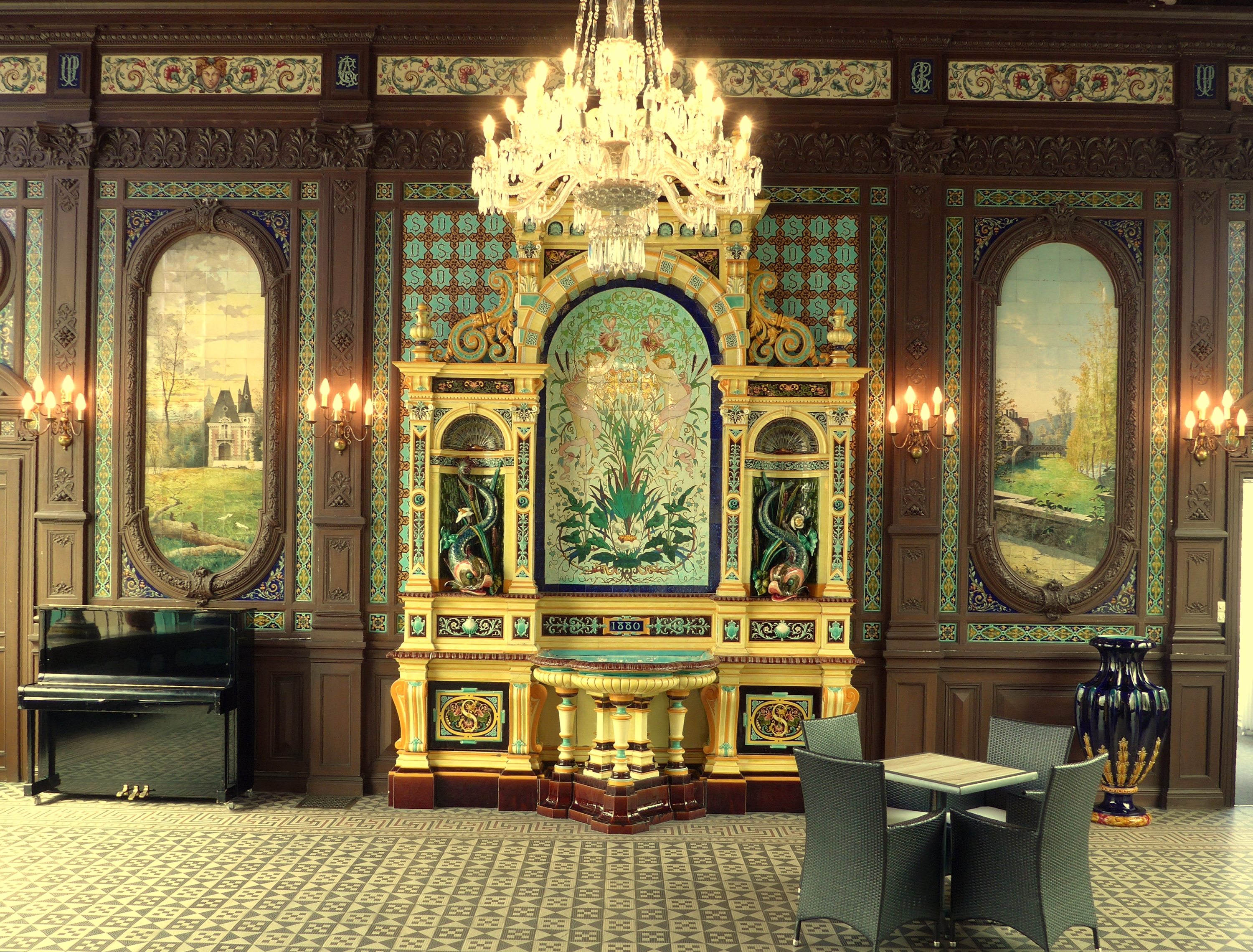
de Wintertuin in het Musée de la Faïence, Sarreguemines, Frankrijk
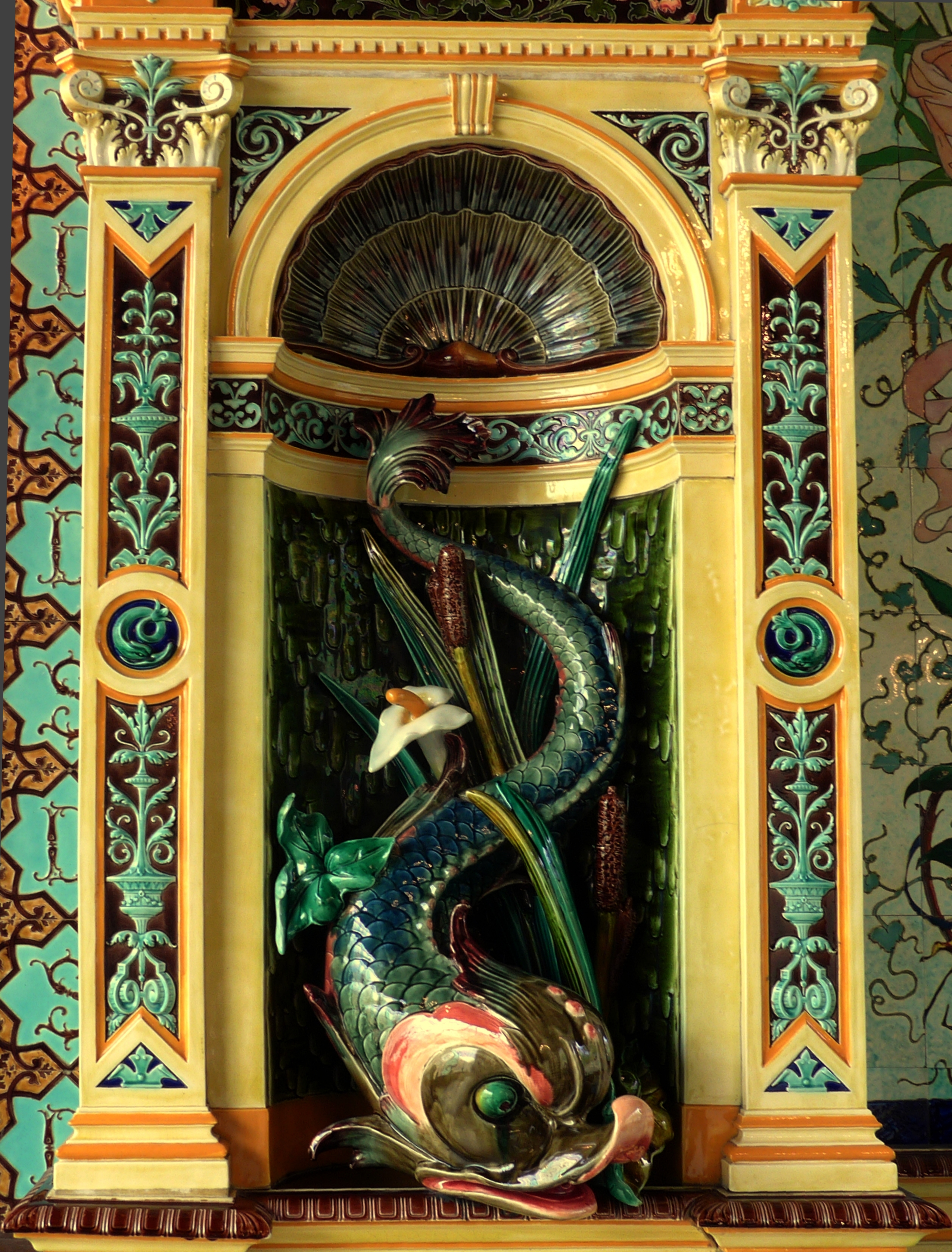
mythologische vis in de Wintertuin in het Musée de la Faïence
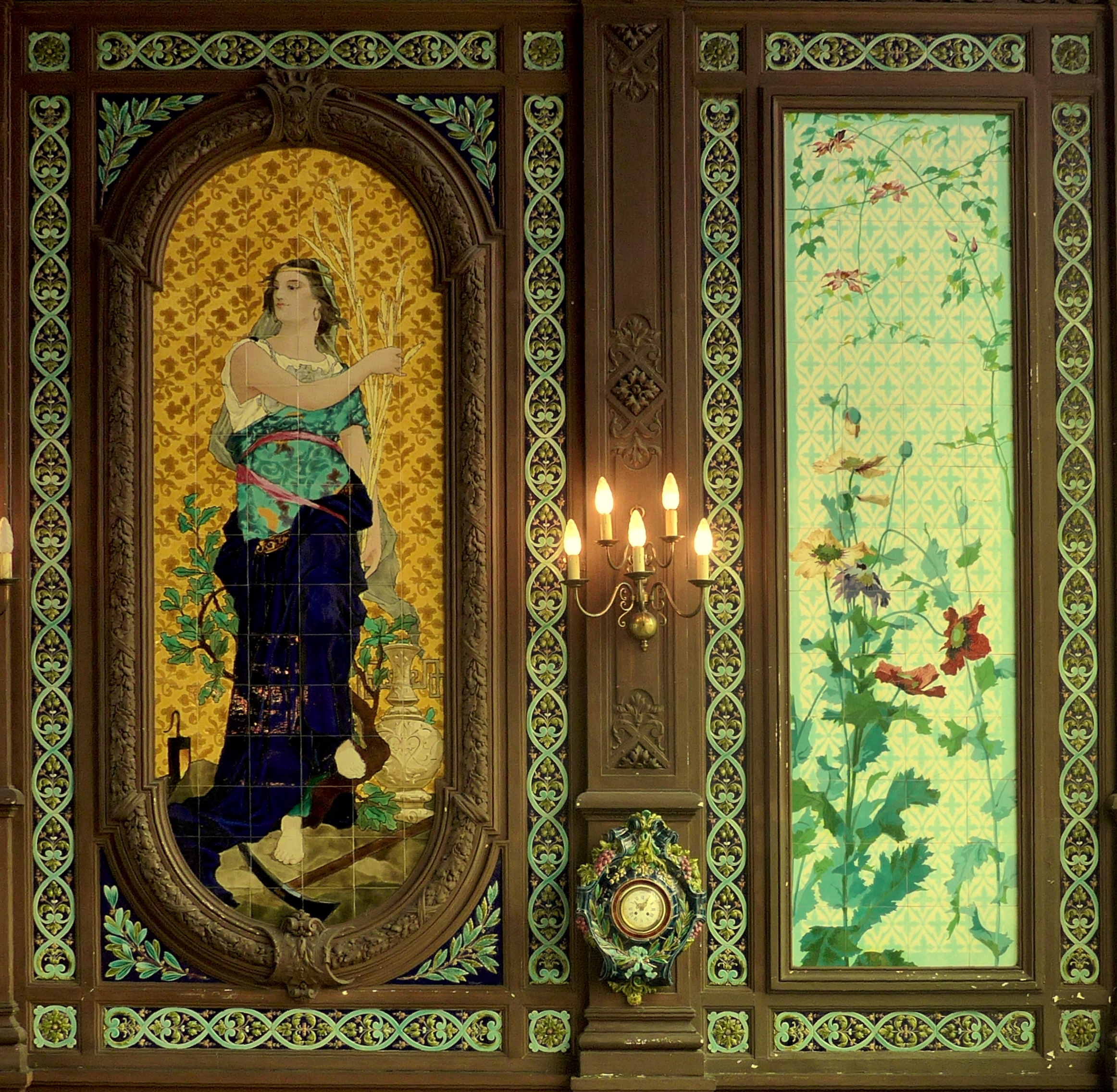
tegeltableaus
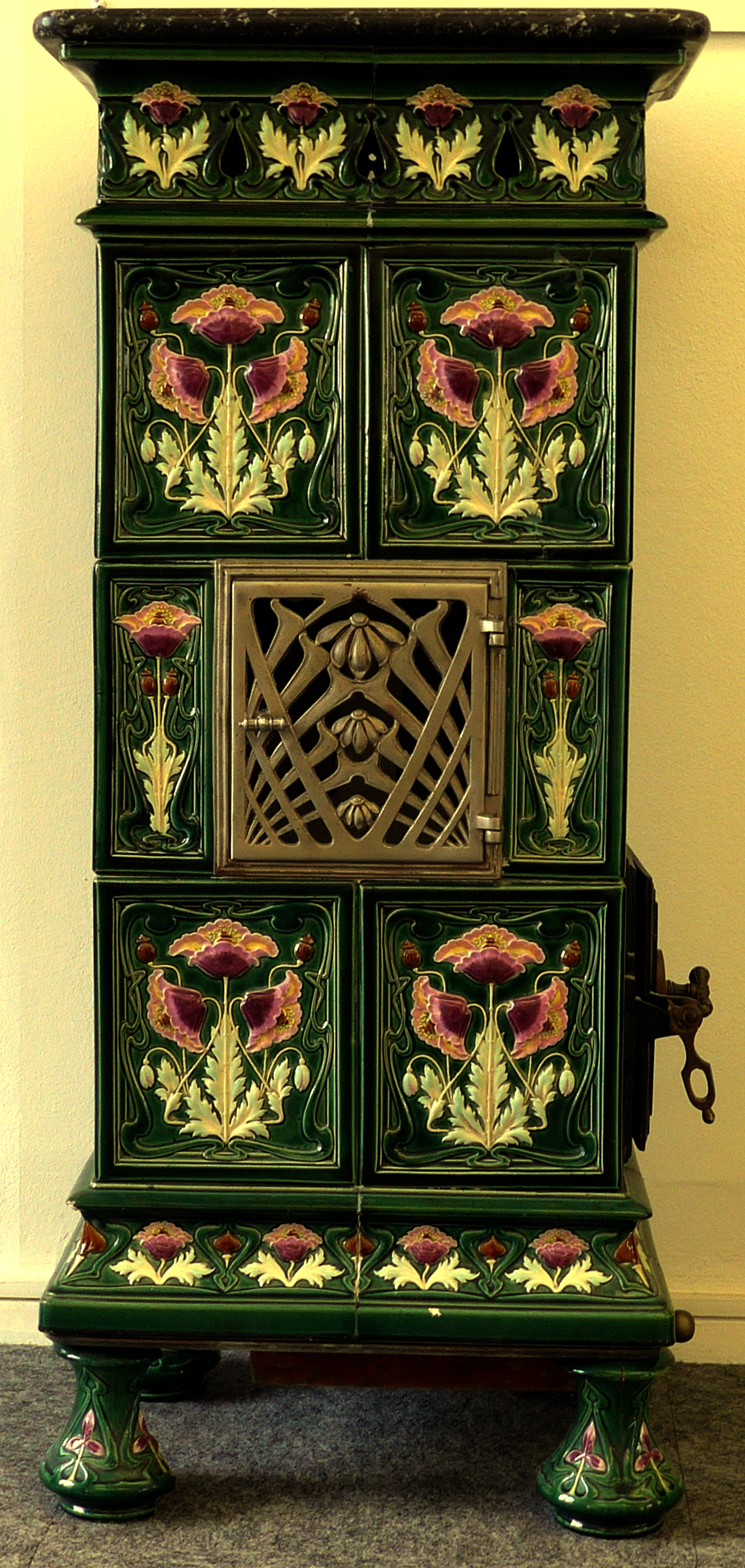
kachel uitgevoerd in faience
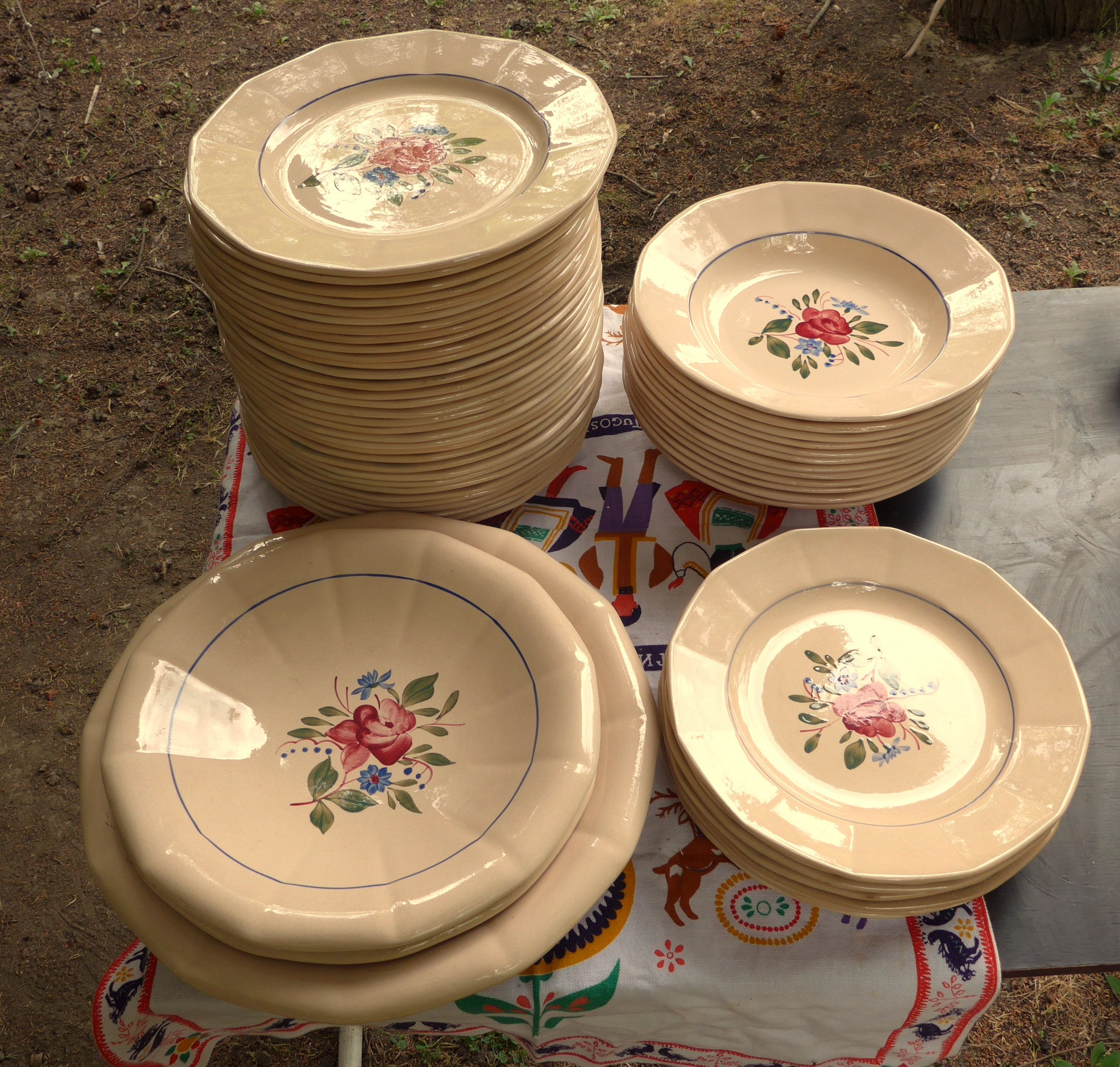
handbeschilderd servies "9177" Digoin/ Sarreguemines